# Soumission ritualisée
En éthologie, la soumission ritualisée est un comportement animal de communication consistant :
- soit en un ensemble de postures à la merci d'un dominant, mimiques de peur, attitudes de fuite, etc[1] ;
- soit en une réponse d'accompagnement d'un autre type de comportement simulacre (rituel) de la part d'un dominant[2].

Avec l'agression ritualisée, la soumission ritualisée participe des interactions dans les relations de dominance.